# Josef Arnold (Politiker, 1825)
Josef Arnold (* 18. März 1825 in Altdorf; † 10. April 1891 ebenda, heimatberechtigt in Altdorf) war ein Schweizer Politiker (KVP).

## Biografie
Arnold absolvierte eine kaufmännische Lehre und wandte sich dann bereits früh der Politik zu.
Im Kanton Uri war er von 1841 bis 1858 Landschreiber, von 1858 bis 1860 und von 1862 bis 1882 Regierungsrat und von 1866 bis 1870 und von 1878 bis 1880 Landammann. Weiter war er auf kantonaler Ebene von 1860 bis 1862 Kriminalgerichtspräsident, von 1878 bis 1891 Erziehungsratspräsident und von 1884 bis 1890 Obergerichtspräsident. 1869 war Arnold federführend an der Konzession für die Gotthardbahn, die die Landsgemeinde verabschiedete. 1885 trieb er die Totalrevision der Urner Kantonsverfassung voran und reorganisierte dann als Präsident die Korporation Uri.
An einer ausserordentlichen Landsgemeinde im Jahre 1850 wurde Arnold in den Ständerat gewählt und vertrat dort die Urner Bevölkerung bis 1865. Anschliessend war er bis 1890 im Nationalrat. Er war unter anderem in der Kommission der Bundesverfassungsrevision (1871–1874) und von 1866 bis 1890 Ersatzrichter am Bundesgericht.
Im Sonderbundskrieg war Arnold Adjutant von Anton Maria Schmid. In der Schweizer Armee war er unter anderem Kommandant der Urner 1859 in Locarno, Platzkommandant in Genf 1864/65 sowie Kommandant der Infanteriebrigade Aosta im Jahre 1875. Arnold war im Jahre 1860 Mitbegründer der Zementfabrik Rotzloch, 1870 der Dynamitfabrik Isleten und der Papierfabrik Perlen. Weiter hatte er diverse Verwaltungsratsmandate so bei der Ersparniskasse Uri, der Eidgenössischen Bank, der Gotthardbahn-Gesellschaft sowie der Dampfschiff-Gesellschaft des Vierwaldstättersees als Vizepräsident.
Nach dem Tode von Karl Emanuel Müller im Jahre 1869 war er der unbestrittene Führer der Staatsgeschäfte im Kanton Uri. Bis zu seinem Tod genoss er ein hohes Ansehen. Wie sein Vater war er musikalisch talentiert und ein begabter Violinspieler sowie Mitbegründer des Männerchors Altdorf.